# Andersson Island
Andersson Island (tidigare Rosamel Island) är en ö utanför den Antarktiska halvöns spets. 
Den franska antarktiska expeditionen 1838 gav ön gavs namnet le Rosamel efter den franske marinministern Claude Charles Marie du Campe de Rosamel. Den första svenska antarktisexpeditionen gav den år 1902 namnet de l'Uruguay för att hedra fartyget Uruguay, som hade räddat en expeditionsgrupp från Snow Hill Island. Den 21 november 1949 gavs ön slutligen namnet Andersson Island efter Dr. Johan Gunnar Andersson (1874-1960), en svensk geolog som deltog i den första svenska antarktisexpeditionen. Namnbytet var nödvändigt för att undvika sammanblandning med Uruguay Island utanför Graham Coast.